# Нестор Солунський
Нестор Солунський, теж Святий Нестор († 306, Солунь, сьогоднішня Греція) — ранньохристиянський грецький святий та мученик.
Святий Нестор жив у III ст. і був побожним християнським юнаком зі Солуня у грецькій частині Македонії. Подібно до старозавітнього юнака Давида, який з Божою допомогою переміг філістимлянського велетня Голіафа, Нестор в ім'я Христа переміг за благословенням св. Димитрія царського велетня Лія. Розлючений правитель наказав одразу вбити мечем Нестора, якого можна назвати новозавітнім Давидом.
- Пам'ять — 9 листопада[3].